# Shugo Tsuji
Shugo Tsuji (辻 周吾 Tsuji Shugo?), född 21 juli 1997 i Chiba prefektur, är en japansk fotbollsspelare.
Tsuji började sin karriär 2016 i Sagan Tosu. 2018 flyttade han till Yokohama FC. Han spelade 10 ligamatcher för klubben. 2020 flyttade han till Ehime FC.